# Wendie Renard

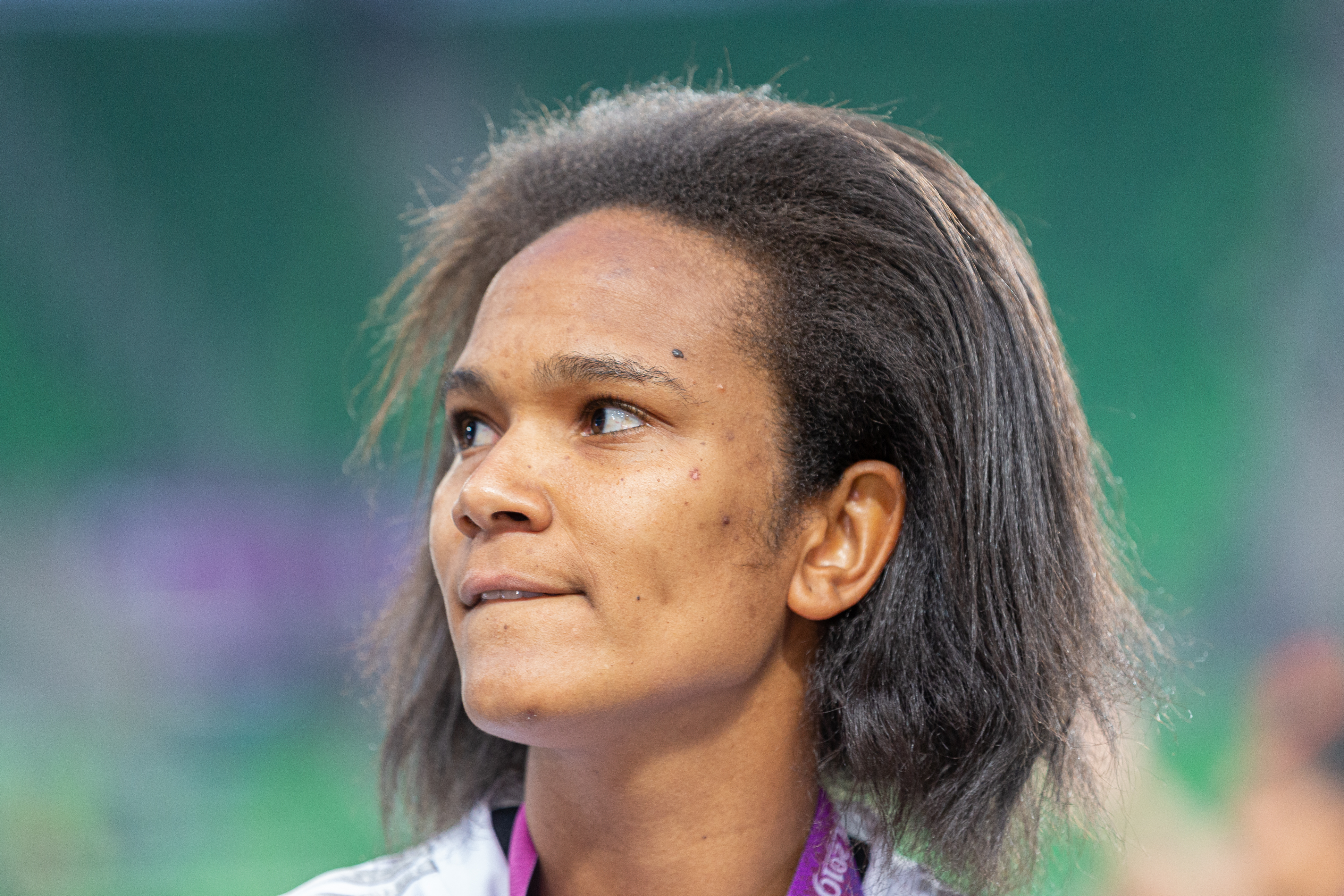
Wendie Renard (2019)

Wendie Thérèse Renard (* 20. Juli 1990 in Schœlcher auf Martinique) ist eine französische Fußballspielerin. Die Abwehrspielerin steht bei Olympique Lyon unter Vertrag und spielt seit 2011 für die französische Fußballnationalmannschaft.

## Vereinskarriere
Die Abwehrspielerin debütierte schon als Siebenjährige bei L’Essor Préchotin und spielte anschließend (2005/06) beim Rapid Club Le Lorrain, zwei Vereinen in ihrem Geburtsland. 2006 holte Farid Benstiti, damaliger Trainer der Mannschaft von Olympique Lyon, Wendie Renard in das Nachwuchszentrum des Vereins und setzte die erst 16-Jährige bereits am Ende derselben Saison bei zwei Punktspielen in der höchsten Liga ein. Drei Monate später wurde sie erstmals in das A-Jugend-Nationalteam berufen. Seit der Saison 2007/08 gehört sie zur Lyoner Stammelf und war an sämtlichen Titeln des Vereins beteiligt: in Frankreich bisher 16 Meistertitel und neun Pokalsiege. Des Weiteren gewann sie die Champions League achtmal und ist damit eine von drei OL-Spielerinnen, denen dies gelungen ist. Im Mai 2011 stand die mit 1,85 Metern groß gewachsene Wendie Renard auch in der Anfangsformation, als Olympique das Endspiel der Champions League gegen Turbine Potsdam gewann. Die Verteidigerin erzielte dabei den frühen Führungstreffer zum 1:0 (Endstand 2:0). Ebenso war sie bei der Pokalverteidigung 2012 im Münchner Olympiastadion (2:0 gegen den 1. FFC Frankfurt) und beim erneuten Titelgewinn 2016 (Sieg über den VfL Wolfsburg) vom Anpfiff weg dabei.
Im April 2022 brachte sie es anlässlich des Champions-League-Halbfinal-Hinspiels gegen Paris Saint-Germain als erste Spielerin überhaupt auf ihren hundertsten Europapokaleinsatz, dem eine Woche darauf der 101. folgte; in denen hat sie bis dato zudem 32 Tore erzielt. (Stand: 30. April 2022)

## In der Nationalelf
Mit der französischen U-19-Auswahl nahm sie an der Europameisterschaft 2008 dieser Altersklasse teil, ebenso im selben Jahr an der U-20-Weltmeisterschaft in Chile. Im März 2011 berief Nationaltrainer Bruno Bini sie für das Turnier auf Zypern erstmals in die französische A-Nationalmannschaft (erstes Spiel: gegen die Schweiz). Im folgenden Jahrzehnt fehlte sie lediglich verletzungsbedingt sehr gelegentlich, so dass sie bereits im April 2018 anlässlich eines Freundschaftsspiels gegen Nigeria Aufnahme in den „Hunderter-Klub“ fand. Ihr erster Treffer im Nationaltrikot gelang ihr im November 2011 – und das ausgerechnet in Martinique, wo sie gegen Mexiko zum 5:0-Endstand traf.
Wendie Renard kam auch für das französische Aufgebot bei der Frauenweltmeisterschaft 2011 bei drei Spielen zum Einsatz, wo die Elf den vierten Platz erreichte. Sie gehörte zum französischen Olympiaaufgebot 2012 und bestritt bei diesem Turnier alle sechs Begegnungen der Bleues. Ebenso berief Trainer Bini sie in sein EM-Aufgebot 2013; in Schweden stand sie in allen vier Begegnungen von der ersten bis zur letzten Spielminute auf dem Platz.
Binis Nachfolger Philippe Bergeroo machte die gerade erst 23-Jährige im September 2013 in der Nachfolge der zurückgetretenen Sandrine Soubeyrand zur neuen Spielführerin der französischen Mannschaft, in der sie in der Saison 2013/14 auch eine der erfolgreichsten Torschützinnen der Bleues war. Sie zählte zum Kader für die Weltmeisterschaft 2015, bei der sie in sämtlichen fünf Begegnungen über die volle Spielzeit auf dem Kunstrasen stand, und gehörte auch zum französischen Aufgebot beim olympischen Fußballturnier 2016, 2017 zum Europameisterschaftskader sowie 2019 im französischen 23er-Aufgebot zur WM im eigenen Land. Als mit Corinne Diacre im September 2017 eine neue Nationaltrainerin benannt wurde, endete Renards Rolle als Kapitänin der Bleues zunächst – eine Entscheidung, mit der sie insgesamt unzufrieden war, wie ihrer Ende 2019 erschienenen Autobiographie zu entnehmen ist. Über deren Zerwürfnis kam es im Januar 2020 sogar zu einer von Verbandspräsident Noël Le Graët moderierten Aussprache der beiden Frauen. Diacre wollte auch bei der Europameisterschaft 2022 nicht auf Renard verzichten und berief sie in ihr Aufgebot.
Wendie Renard war nicht die erste dunkelhäutige Internationale Spielerin Frankreichs – dies war bereits Ende der 1970er Jahre Marie-Françoise Sidibé. Bisher hat Renard 142 A-Länderspiele bestritten, in denen sie zudem 34 Treffer erzielt hat – überwiegend per Kopf wie beispielsweise jeweils gleich zweimal bei den Eröffnungsspielen der WM 2019 gegen Südkorea und beim Tournoi de France 2022 gegen Finnland. Damit ist sie die neunterfolgreichste Torschützin in der Geschichte der französischen Nationalmannschaft der Frauen (Stand: 21. Februar 2023).
Ende Februar 2023, nach dem französischen Sieg im Tournoi de France, gab Renard ihren Rückzug aus dem Nationalteam bekannt. Sie könne das derzeitige System nicht länger unterstützen, weil es „von den Anforderungen auf höchstem Niveau weit entfernt“ sei. Mit Renard zusammen gaben auch die Stürmerinnen Kadidiatou Diani und Marie-Antoinette Katoto ihren Verzicht auf die fünf Monate später beginnende Weltmeisterschaft bekannt. Als Folge von Renards Rücktritt wurde die Nationaltrainerin Corinne Diacre Anfang März 2023 abgesetzt. Ihr Nachfolger Hervé Renard berief Wendie Renard wieder ins Team.
Sie wurde für die WM-Endrunde 2023 in Australien und Neuseeland nominiert, in vier der fünf Spiele ihres Teams eingesetzt und schied mit der Mannschaft im Viertelfinale nach Elfmeterschießen gegen die Australierinnen aus. Sie erzielte während des Turniers ein Tor.
Auch bei den Olympischen Spielen in Paris 2024 gehörte sie zum französischen Aufgebot.

## Palmarès
- Französische Fußballmeisterin: 2007, 2008, 2009, 2010, 2011, 2012, 2013, 2014, 2015, 2016, 2017, 2018, 2019, 2020, 2022, 2023
- Französische Pokalsiegerin: 2008 (ohne Einsatz im Endspiel), 2012, 2013, 2014, 2015, 2016, 2017, 2019, 2020, 2023
- Champions-League-Gewinnerin: 2011, 2012, 2016, 2017, 2018, 2019, 2020, 2022
- Weltmeisterschaftsteilnehmerin: 2011, 2015, 2019, 2023
- Europameisterschaftsteilnehmerin: 2013, 2017, 2022
- Olympiateilnehmerin: 2012, 2016, 2024

Individuelle Auszeichnungen
- Wahl in das All-Star-Team der EM 2013
- Aufnahme in die Weltauswahl 2015[10]

Rekorde
- Rekordspielerin der Champions League (102 Spiele, Stand: 21. Mai 2022)

## Belege und Anmerkungen
1. ↑  Artikel „Wendie Renard, die Überfliegerin“ auf der Verbandsseite
2. ↑  Siehe beispielsweise diesen Artikel vom 26. Mai 2011 bei Der Standard; dort findet sich auch ein entsprechendes Foto.
3. ↑  Wendie Renard: „Ich habe keine Angst“ bei footofeminin.fr
4. ↑  Wendie Renard: Mon Étoile. Talent Sport, Paris 2019, ISBN 978-2-37815-124-9
5. ↑  Artikel „Zwischen Corinne Diacre und Wendie Renard gibt es kein Problem mehr“ vom 19. Januar 2020 bei leparisien.fr
6. ↑  5 Monate vor der Frauen-WM - Aderlass bei Frankreich: 3 Spielerinnen verkünden Rückzug, srf.ch, 24. Februar 2023, abgerufen am 24. Februar 2023.
7. ↑  Internationale Fussball-News - Nach Revolte: Frankreichs Nationaltrainerin Diacre entlassen, srf.ch, 9. März 2023, abgerufen am 9. März 2023.
8. ↑  Trainer Renard holt Captain Renard zurück, srf.ch, 31. März 2023, abgerufen am 31. März 2023.
9. ↑  Ergebnisse & Spielpläne. 12. August 2023, abgerufen am 12. August 2023.
10. ↑  fr-online.de: „Anja Mittag und Celia Sasic in Fußball-Weltauswahl 2015“

| Personendaten    | Personendaten                 |
| ---------------- | ----------------------------- |
| NAME             | Renard, Wendie                |
| ALTERNATIVNAMEN  | Renard, Wendie Thérèse        |
| KURZBESCHREIBUNG | französische Fußballspielerin |
| GEBURTSDATUM     | 20. Juli 1990                 |
| GEBURTSORT       | Schœlcher, Martinique         |